# Irma Urrila
Irma Rauha Kristiina Urrila-Andersson, född Urrila 29 januari 1943 i Helsingfors, är en finsk operasångare (sopran). Hon har bland annat spelat rollen som prinsessan Pamina i Ingmar Bergmans kongeniala filmatisering av Mozarts Trollflöjten.

## Filmografi
- 1975 – Trollflöjten